# The Devil You Know (película)
The Devil You Know es una película dramática estadounidense de 2013 dirigida por James Oakley y protagonizada por Lena Olin, Rosamund Pike y Jennifer Lawrence.

## Sinopsis
Kathryn Vale es una estrella de cine con un oscuro pasado. Su hija tiene la esperanza de convertirse en una gran actriz al igual que su madre. Sin embargo, cuando Kathryn quiere volver a la senda del éxito y relanzar su carrera en el cine, un extraño individuo que conoce su pasado oscuro aparece para chantajearla y quitarle la tranquilidad.

## Reparto
| Actor             | Personaje      |
| ----------------- | -------------- |
| Rosamund Pike     | Zoe Hughes     |
| Lena Olin         | Kathryn Vale   |
| Dean Winters      | Jake Kelly     |
| Molly Price       | Edie Fontaine  |
| Bern Cohen        | Humphrey Smith |
| Barbara Garrick   | Joan Stone     |
| Jennifer Lawrence | Zoe (joven)    |